# روح‌الله کمالوند
روح‌الله کمالوند خرم‌آبادی (۱۲۷۹ خورشیدی خرم‌آباد – ۱۳۴۳ خورشیدی، تهران) از روحانیون سده ۱۴ ایران و از فعالان سیاسی علیه اقدامات اجتماعی محمدرضا شاه بود. وی از شاگردان سید حسین بروجردی و از هم درسان سید روح‌الله خمینی بود. کمالوند به عنوان نماینده روحانیون با محمدرضا شاه پهلوی ملاقات کرد و مخالفت روحانیون شیعه با طرح انقلاب سفید را به وی اعلام کرد.

## زندگی‌نامه
روح‌الله کمالوند در سال ۱۳۱۹ قمری در خانواده‌ای کشاورز در خرم‌آباد به دنیا آمد. وی دوران کودکی و نوجوانی خود را در زادگاهش گذراند و علوم اسلامی را نزد ابوتراب جزایری آموخت. سپس در سن هفده سالگی به بروجرد رفت تا در محضر سید حسین بروجردی فقه بیاموزد. پس از آن به سلطان‌آباد یا اراک امروزی رفت و شاگرد عبدالکریم حائری یزدی شد. در اراک وی همدرس روح‌الله موسوی خمینی شد که وی نیز از شاگردان عبدالکریم حائری یزدی بود. با مهاجرت آیت‌الله حائری به قم، کمالوند نیز همراه وی به این شهر روانه شد. بعدها با مهاجرت سیدحسین طباطبایی بروجردی از بروجرد به قم، روح‌الله کمالوند فرصت دوباره یافت تا در درس وی حاضر شود و یکی از شاگردان برجسته و بعدها از یاران نزدیک وی شد.

## بازگشت به خرم‌آباد
گروهی از مردم خرم‌آباد در سال ۱۳۲۹ خورشیدی به قم آمدند و ضمن دیدار با سید حسین طباطبایی بروجردی که در آن زمان مرجع تقلید بزرگ شیعیان شده بود، از او خواستند روح‌الله کمالوند را برای ارشاد دینی به خرم‌آباد بفرستد. با موافقت سیدحسین طباطبایی بروجردی، کمالوند به همراه گروهی از روحانیون و طلبه‌های جوان، راهی زادگاه خود شد و به تأسیس و رونق حوزه علمیه آن شهر همت گماشت که امروزه با نام حوزه علمیه کمالیه شناخته می‌شود. در خرم‌آباد به فراخواندن مردم به مبارزه علیه حزب توده پرداخت.

## انقلاب سفید
با اعلام طرح اصلاحات اجتماعی و اقتصادی محمدرضا شاه و مردم معروف به «انقلاب سفید»، روحانیون ایرانی به مخالفت با این طرح پرداختند. روح‌الله کمالوند به دلیل داشتن ارتباط با افرادی در دستگاه حاکمه، نقش واسطه را در تبادل نظرات روحانیون و شاه داشت. وی به نمایندگی از طرف روحانیون قم، پیام مخالفت روحانیت با طرح انقلاب سفید را به محمدرضا شاه رساند.
روح الله کمالوند در ماجرای لغو تصویب‌نامه انجمن‌های ایالتی ولایتی نیز نقش داشت. روح‌الله خمینی در زمستان ۱۳۴۱ وی را در صف اول مبارزات علیه این لایحه خواند و از او تشکر کرد. 

## شاگردان
برخی از شاگردان او عبارتند از:
1. حمید عیدی (استاد دانشگاه)
2. سید محمد نقی شاهرخی خرم‌آبادی (نماینده خبرگان رهبری)
3. مهدی قاضی خرم‌آبادی (رئیس دانشگاه قم)
4. سید محمد صالح طاهری خرم‌آبادی (نماینده مجلس)
5. حجت‌الله ساکی خرم‌آبادی (مجتهد - استاد حوزه و دانشگاه)
6. سید یدالله صدری (مدیر مدرسه کمالیه خرم‌آباد)
7. عباس علی صادقی (رئیس فعلی مدرسه کمالیه)
8. سید حسن طاهری خرم‌آبادی (نماینده خبرگان رهبری)

## درگذشت
روح‌الله کمالوند در سال ۱۳۴۳ در تهران دچار سکته قلبی شده و درگذشت. جنازه وی در قم و درمسجد بالاسر حرم فاطمه معصومه در مجاورت آرامگاه  سید حسین بروجردی ه خاک سپرده شد.